# Cangetta murinalis
Cangetta murinalis là một loài bướm đêm trong họ Crambidae.